# Yuhina à nuque blanche
Yuhina bakeri
Espèce
Statut de conservation UICN

 LC  : Préoccupation mineure
La Yuhina à nuque blanche (Yuhina bakeri) est une espèce de passereaux d'Asie appartenant à la famille des Zosteropidae.
Le nom scientifique de cette espèce d'oiseaux commémore Edward Charles Stuart Baker (1864-1944).